# Cyclogomphus wilkinsi
Cyclogomphus wilkinsi är en trollsländeart som beskrevs av Fraser 1926. Cyclogomphus wilkinsi ingår i släktet Cyclogomphus och familjen flodtrollsländor. IUCN kategoriserar arten globalt som otillräckligt studerad. Inga underarter finns listade i Catalogue of Life.